# Maria Clara Eimmart
Maria Clara Eimmart, född 27 maj 1676, död 28 oktober 1707, var en tysk astronom. Hon var dotter och assistent till instrumentmakaren och kopparstickaren Georg Christoph Eimmart, grundaren av Nürnbergs observatorium.